# (5480) 1989 YK8
(5480) 1989 YK8 là một tiểu hành tinh vành đai chính. Nó được phát hiện bởi Seiji Ueda và Hiroshi Kaneda ở Kushiro, Hokkaidō, ngày 23 tháng 12 năm 1989.